# VectorLinux
VectorLinux (abbreviato VL) è una distribuzione GNU/Linux realizzata da Robert S. Lange e Darrell Stavem derivata e basata su slackware, inizialmente per la famiglia di processori X86 e successivamente anche x86-64, caratterizzata da un'interfaccia user friendly con funzionalità semplificate rispetto alla distro nativa.

## Storia
Il progetto nativo venne realizzato nel 1998 da Robert S. Lange e Darrell Stavem (entrambi di origine canadese), ma la prima versione ufficiale 1.0 venne pubblicata il 20 giugno 2000, dapprima solo per i PC x86, successivamente anche per i x86-64.

## Caratteristiche
È disponibile, oltre che con l'ambiente desktop Xfce, anche con KDE, LXDE, ed Openbox. Offre molti programmi di utilità preistallati sia per un utilizzo da parte dell'utenza domestica che per utilizzo server.
All'interno è possibile trovare anche una serie di strumenti esclusivi (es. Vasm, Vwifi), non presenti in slackware che ne semplificano notevolmente la gestione e la configurazione del sistema. A partire dalla versione 6.0 è stato introdotto un'installer grafico. slapt-get è il gestore di pacchetti a riga di comando, gslapt quello utilizzato in ambiente desktop (simile a synaptic).

## Le versioni

### Standard Edition
La Standard Edition è una distribuzione completamente gratuita basata sull'ambiente grafico Xfce, indicato, in particolar modo, per vecchi computer con potenza limitata.
All'interno sono presenti anche altri ambienti grafici alternativi come iceWM e Fluxbox, famosi per la loro semplicità e notevole leggerezza.
La versione Deluxe Edition (a pagamento), contiene invece tutto ciò che è presente nella versione standard, più altro software aggiuntivo, come OpenOffice.org, GIMP ed altre applicazioni presenti nell'ambiente grafico KDE.

### SOHO Edition (Small Office/Home Office)
Il 21 agosto del 2002 venne introdotta una nuova versione chiama SOHO (oggi indicata per macchine più recenti), differisce dalla standard per l'utilizzo dell'ambiente grafico KDE.
All'interno è possibile trovare applicazioni come OpenOffice, Java, GIMP, Xara Xtreme, CUPS ed altro.
Esiste anche una versione SOHO Deluxe (a pagamento), composta da 2 CD, il primo include la versione Soho base ed il secondo contiene applicazioni aggiuntive come Koffice, Inkscape, compiz-fusion, giochi ed altro. All'interno è possibile trovare anche software per server Apache, MySQL, PHP ed altri ambienti grafici come Xfce, KDE e GNOME.

### Light Edition
La terza versione di VL è la Light Edition, progettata per funzionare su vecchi computer con capacità e spazio limitati, dichiarata compatibile anche con soli 64MB di RAM.
È basata sull'ambiente grafico IceWM e Fluxbox, ma contiene funzionalità multimediali, applicazioni office e tutto ciò che è necessario per l'accesso ad internet, come ad esempio il browser Opera, client mail, client chat ed include alcuni software presenti nella standard edition.

### Light Live Edition
La quarta ed ultima versione è costituita dalla VL Light Live Edition (LiveCD), ossia avviabile direttamente dal CD, in grado di funzionare senza alcun tipo di installazione, contiene tutto il sistema operativo, evitando l'installazione e quindi la ripartizione del disco, progettata proprio per visionare e sfruttare le potenzialità della Vector Linux. Nonostante questo vantaggio, è comunque possibile effettuare l'installazione della versione live su hard disk per un'esecuzione più rapida.